# Potok pri Dornberku
Potok pri Dornberku – wieś w Słowenii, w gminie miejskiej Nova Gorica. W 2018 roku liczyła 157 mieszkańców. 